# ワニブックス
株式会社ワニブックス（英: WANI BOOKS Co., Ltd.）は、日本の出版社。株式会社講談社の機能子会社（完全子会社）。

## 概要
株式会社ワニマガジン社と共に、ベストセラーズから完全独立した会社である。3社は、「本を読むワニのイラスト」のシンボルマークが共通している。
ベストセラーズの創業者岩瀬順三が、ペップ出版の社員数名を引き取り、1979年11月に設立。社名は光文社の「カッパ・ブックス」への対抗意識から、「カッパを食うワニ」という意味合いで命名した。その後、ベストセラーズグループから独立。
2007年3月に吉本興業との共同出資で株式会社ヨシモトブックスを設立し、コミックヨシモトを創刊。2009年に関連会社として株式会社ワニ・プラスを設立。
代表だった横内正昭が渡辺プロダクションの関連会社に在籍していた為、ハロー!プロジェクト（≒アップフロントプロモーション）や吉本興業などの芸能関連の出版物が多い。
2024年5月24日、講談社が機能子会社化したことを発表した。

## 刊行物

### 雑誌
- UP to boy（月刊）
- +act.（隔月刊）

### 書籍
- 田村裕『ホームレス中学生』
- 『もうひとつの冬のソナタ』 ISBN 978-4847015694
- 佐々木典士『ぼくたちに、もうモノは必要ない。』 ISBN 978-4847093463
- ミニCookシリーズ
  - ヘルシー！ 豆乳レシピ ISBN 978-4847090394
  - ヘルシー&超時短! シーチキンレシピ ISBN 978-4847090974
  - 森永ホットケーキミックスレシピ100 ISBN 978-4847091117
  - 料理帖 揖保乃糸 ISBN 978-4847091674
- ワニブックス
- ワニ文庫
- ワニブックス|PLUS|新書（別表記 ワニ・プラス 新書）
- 「青春ベストセラーズ」シリーズ（アイドルの随筆）

### コミックス
- クランチコミックス
- ガムコミックスプラス
- ガムコミックス

### 休刊・廃刊
- 月刊コミックジャングル（1991年-不明）
- コミックガム（1996年-2015年）
- COOL TRANS（1995年9月-2013年）
- UTB+
- Wink Up（1988年-2025年）

#### ヨシモトブックス発行、ワニブックス販売
- コミックヨシモト（2007年、全7号）
- マンスリーよしもとPLUS（2009年 - 2013年）

## ウェブメディア
- WANI BOOKS NewsCrunch（ニュースクランチ）
- WANI BOOKOUT